# Ronald Ophuis
Ronald Ophuis (Hengelo, 1968) is een Nederlands kunstschilder. Hij studeerde aan de Academie voor Kunst en Industrie in Enschede. Hij woont en werkt in Amsterdam. Ophuis is bekend door zijn verftechniek waarbij hij verf weg schraapt waardoor het oppervlak eruitziet als rauwe huid. De bewerking zorgt voor associaties met pijn en lijden en versterkt zo het gevoel in zijn schilderijen.

## Controversieel
Het werk van Ronald Ophuis wordt getypeerd door afbeeldingen van extreem menselijk geweld, misbruik en executies. Niettegenstaande pijn en geweld vertrouwde thema's zijn binnen de Westerse (Bijbelse) schilderkunst leidde zijn werk vaak tot emotionele reacties en controverses.
Ten eerste omdat zijn schilderijen zich niet situeren in de tijdloosheid van Bijbelse verhalen maar in herkenbare, hedendaagse ruimtes zoals een douche, toilet of kantoor. De gewelddadige scène vindt plaats in 'onze' wereld. Ten tweede schildert Ophuis uitbeeldingen van geweld vanuit het perspectief van de dader en niet vanuit het slachtoffer. Ophuis nodigt de kijker uit om zich in een situatie in te leven waarin men niet wil zijn. Hierdoor ontstaat een dubbel gevoel: verheerlijken de schilderijen het geweld of keuren ze het af? Ophuis biedt geen antwoord op de vraag waardoor de kijker gedwongen wordt om zelf een morele positie in te nemen. Het schilderij omvat geen eenduidige boodschap dat geweld afkeurt en net dat leidt vaak tot schandalen.
Ophuis doet geen moeite om het de kijker comfortabel te maken, integendeel. Waar de historische schilderkunst vooral verhalend van aard is, is het werk van Ronald Ophuis dat niet: het licht is ondramatisch en wordt niet gebruikt om een scène moreel te kaderen. Uit zijn schilderijen valt geen verhaal af te leiden.
Ophuis' werk kan naast de historische schilderkunst gerelateerd worden aan de niet - documentaire film en de massamedia. Zowel actiefilms die op het einde de slechterik veroordelen als journalistieke foto's van getuigen die geweld afkeuren, voldoen aan de maatschappelijke moraal dat geweld te veroordelen is. Ophuis' werk daarentegen bevat geen oordeel en maakt geweld begrijpelijk. Dat maakt zijn werk uitzonderlijk in de geweldsrepresentatie in de massamedia en beeldende kunst.

## Oorlogsgetuigenissen
Ronald Ophuis trekt naar vroegere oorlogsgebieden en noemt zichzelf 'oorlogsjournalist'. Ter plaatse verzamelt hij beeldmateriaal en getuigenissen van zowel journalisten als van mensen die opschreven wat ze meemaakten. Vervolgens laat hij in zijn atelier acteurs een gewelddadige scène naspelen die hij vervolgens fotografeert. De achtergrond wordt bepaald aan de hand van zijn ter plaatse gemaakte foto's. Uiteindelijk transformeert hij die foto's tot schilderijen. 
In 2003 trok de kunstenaar naar Srebrenica waar een genocide plaatsvond in de oorlog van ex-Joegoslavië.
In december 2010 reisde de kunstenaar met een cameraploeg naar Sierra Leone om onderzoek te verrichten naar kindsoldaten. Lansana en Mustapha, ex-kindsoldaten en vrijwilligers van Mind to Change, namen de vijfkoppige ploeg mee door Freetown en hielpen Ophuis interviews afnemen en achtergrondinformatie verzamelen over het leven van (ex) kindsoldaten.

## Bekende werken
- Execution (1995), thema: twee soldaten spelen uit verveling voetbal naast het lijk van een geëxecuteerde.
- Football Players (1995), thema: gewelddadige verkrachting.
- Sweet Violence (1997), thema: gewelddadige kinderverkrachting.
- Srebrenica (2003), thema: vier mannen wachten op hun executie.

## Prijzen
- 2004 Jeanne Oostingprijs
- 2002 Nomination Wolvecamp prijs
- 1998 Charlotte Köhler Prijs
- 1997 Kunstprijs Provincie Overijssel

## Documentaire
Regisseur Catherine van Campen maakte een film over de werkwijze van de kunstenaar. Ze belicht in haar documentaire 'Painful painting' zijn relatie tussen kunst en werkelijkheid. Haar film toont de gewelddadige spelletjes die kindsoldaten in Sierra Leone tijdens de recente burgeroorlog met vrouwelijke gevangenen speelden. Na een werkbezoek aan Afrika ensceneert Ophuis met acteurs die extreme scènes in zijn atelier, om de taferelen op doek te schilderen. Ophuis' schilderijen tonen een heftig menselijk lijden. Zonder zelfonderzoek te schuwen lijkt Ophuis ervan doordrongen dat geweld in ons allemaal huist... De documentaire werd voor het eerst vertoond tijdens IDFA (internationale competitie voor mid-length documentary) 2011 in Amsterdam.